# Seznam španskih antropologov
Seznam španskih antropologov.

## A
- José de Acosta
- Juan Luis Arsuaga

## C
- Julio Caro Baroja
- Roger Bartra (šp.-mehiški)
- Pere Bosch-Gimpera (1891 - 1974)

## D
- Luis Díaz Viana